# Présente Absence
Présente Absence est un livre autobiographique de Mahmoud Darwich, « un recueil de poèmes qui flirtent avec la prose, dans lequel il s’adresse à son autre moi ». Il s'agit de son avant-dernier livre, paru en 2006, publié en français en 2016. 

## Sujet du livre
« Le titre arabe est, littéralement, « En présence de l’absence ». »
Le livre a pour sujet la nostalgie de l'auteur, et la souffrance du peuple palestinien.

## Accueil critique
Ce livre est considéré comme « le testament intime du grand poète palestinien mort en  2008 ».
Pour La Cause littéraire, « Darwich excelle à exprimer poétiquement ce qu’est l’acte de création poétique, quelle est la relation, dans le temps de cette création, entre la prose et la poésie, comment elles s’entrecroisent, s’influencent en une osmose magique, et comment s’opère la transsubstantiation du plomb en or ».